# Racisme ambiental

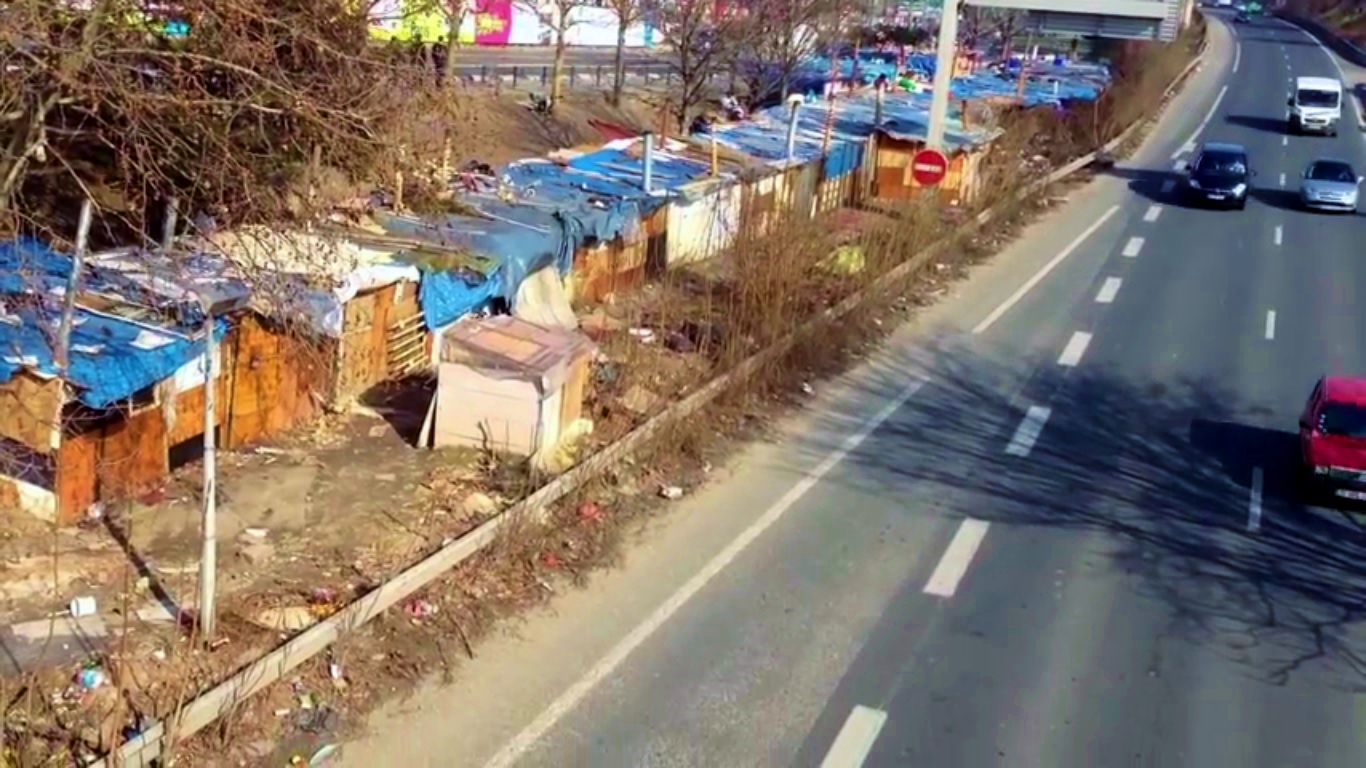
Poblat gitano a St. Denis, al cinturó de París.

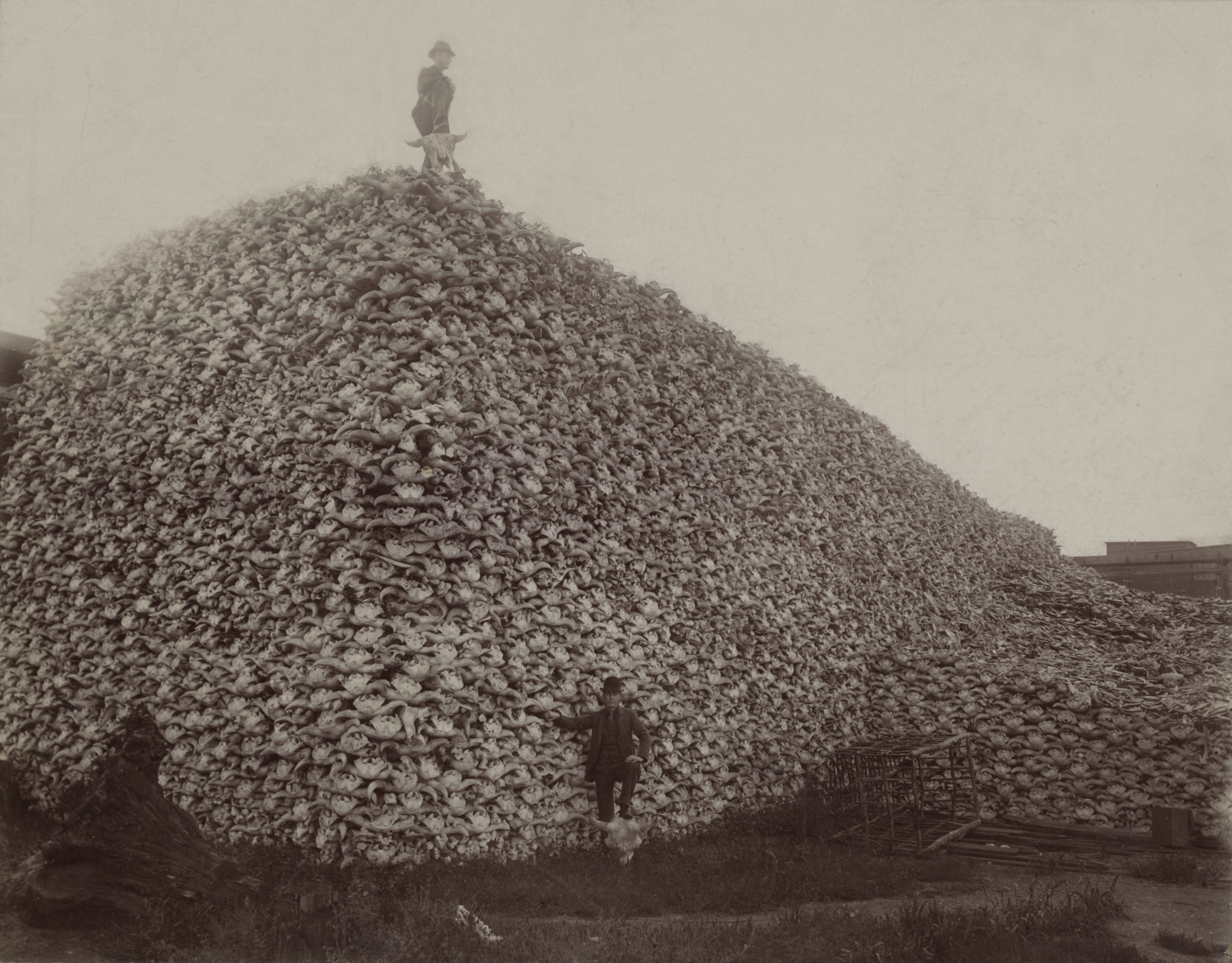
Pila de calaveres de bisó a Detroit. Estats Units va encoratjar la caça de bisons per a la seva extinció amb el fi de desplaçar els americans locals a les reserves més a l'oest: És un exemple de racisme ambiental.

El racisme ambiental o racisme mediambiental és la injustícia ambiental en un context racialitzat. Entre d'altres coses, descriu com certes comunitats pertanyents a segons quines ètnies estan sotmeses a una exposició a contaminants desproporcionada o a com se'ls nega l'accés a alguns recursos naturals, com per exemple l'aire net, l'aigua potable o altres serveis i beneficis ecològics.
Internacionalment, la marginació descriu les relacions ecològiques discriminatòries entre els privilegiats estats industrialitzats del primer món i els del segon i tercer món, el sud global, associant-se al colonialisme, el neoliberalisme i la globalització. El racisme ambiental inclou l'exposició a residus tòxics, inundacions, contaminació per l'extracció de recursos naturals, per la producció de recursos energètics i industrials, manca de béns essencials o exclusió de l'administració i presa de decisions sobre la terra i altres recursos naturals locals.
Us cas paradigmàtic n'és el de Saúl Luciano contra RWE, als tribunals alemanys en aquests moments. D'altres exemples són els desplaçament de poblacions negres a Brasil per part de comunitats blanques i riques, les afectacions a poblacions locals negres generades pel monocultiu de la canya de sucre a Colòmbia o els conflictes ecològics distributius entre les petrolieres i el poble maputxe a l'Argentina.